# Etnobotanika
Etnobotanika (iz etnologija - narodoslovje in botanika – rastlinoslovje) je znanstvena veda o odnosih med ljudmi in rastlinami.
Cilj etnobotanikov je dokumentirati, opisati in razložiti, kako v različnih kulturah in družbah dojemajo rastline, kako ravnajo z njimi in za kaj jih uporabljajo (npr. kot hrano, zdravila, kozmetiko, barvila, pripomočke za prerokovanje, tkanine, oblačila, gradbeni material, orodje, plačilno sredstvo, v literaturi, obredih in družbenem življenju).

## Zgodovina etnobotanike
Čeprav je pojem “etnobotanika” šele leta 1895 uvedel ameriški botanik John William Harshberger, njeni začetki segajo daleč nazaj. Leta 77 je grški zdravnik Dioskorid objavil delo De Materia Medica, seznam okoli 600 rastlin v Sredozemlju. Vključil je tudi podatke o tem, kako Grki uporabljajo določene rastline, predvsem v medicinske namene. Ta ilustrirana knjiga o zeliščih je vsebovala informacije, kako in kdaj se posamezne rastline nabira, ali so strupene ali ne, njihova uporaba ter ali so užitne (te so bile celo opremljene z recepti). Dioskorid je poudaril tudi ekonomski potencial rastlin. Mnoge generacije učenjakov so uporabljale njegov priročnik, tako da do konca srednjega veka na tem področju dejansko ni bilo napredka.
Nemški botanik in zdravnik Leonhard Fuchs je bil naslednji, ki se je odpravil na teren. Iz leta 1542 je njegova knjiga De Historia Stirpium, v kateri je katalogiziral 400 rastlin iz Nemčije in Avstrije.
John Ray (1686 - 1704) je v svojem delu Historia Plantarum določil prvo definicijo “vrste”: vrsta je skupina posameznikov, ki s pomočjo reprodukcije ustvarijo nove, sebi podobne potomce. Ray je v tem delu tudi opisal 18600 rastlinskih vrst.
Leta 1753 je Carl Linnaeus izdal Species Plantarum, kjer je opisal okrog 5900 rastlin in jih poimenoval po metodi binarne nomenklature, in sicer z imenom rodu in vrste.
V 19. stoletju je botanično raziskovanje doseglo svoj vrh. Alexander von Humboldt je zbral podatke o rastlinah iz novega sveta, medtem ko je odprava Jamesa Cooka prinesla zbirko rastlin iz južnega Pacifika in informacije o njih. V tem času so bili ustanovljeni tudi veliki botanični vrtovi, na primer Kew Gardens v Londonu. 
Edward Palmer je med letoma 1860 in 1890 zbiral artefakte in botanične primerke iz severozahodne Amerike in Mehike.
Ko je bilo zbranih dovolj podatkov o samih rastlinah, so se začeli ukvarjati tudi z opisovanjem njihove uporabe. Prvi, ki je proučeval rastline z etnološkega vidika, je bil nemški zdravnik Leopold Glück, ki je konec 19. stoletja deloval v Sarajevu. V letu 1896 je objavil delo, v katerem obravnava tradicionalno medicinsko uporabo rastlin pri ljudeh z bosanskega podeželja. Omenjeno delo danes velja za prvo sodobno etnobotanično delo.
Pojem “etnobotanika” je šele v tem času prvi uporabil John William Harshberger, ki je poučeval na Univerzi v Pensilvaniji. Praktični interesi v etnobotaniki pa segajo na same začetke civilizacije, ko so se ljudje zanašali na rastline kot na vir preživetja.
Drugi strokovnjaki, ki so v 20. stoletju analizirali uporabo rastlin z lokalnega vidika, so še: etnologinja Matilda Coxe Stevenson (Zuni plants, 1915), Frank Hamilton Cushing (Zuni foods, 1920), botaničarka Keewaydinoquay Pakawakuk Peschel (Anishinaabe fungi, 1998) in skupina, ki so jo sestavljali Wilfred Robbins, JP Harrington in Barbara Freire-Marreco (Tewa pueblo plants, 1916). 
Sprva so bili etnobotanični vzorci in študije manj zanesljivi in včasih nekoristni. Vzrok za to je bil, da botaniki in antropologi pri svojem delu niso sodelovali drug z drugim. Botaniki so se osredotočali na prepoznavanje vrst in na to, kako so se rastline uporabljale, namesto da bi se posvetili temu, kako se rastline vključujejo v življenje ljudi. Po drugi strani pa so se antropologi z rastlinami ukvarjali s kulturnega, ne pa tudi z znanstvenega stališča. V začetku 20. stoletja pa so botaniki in antropologi končno začeli sodelovati ter ustvarjati zbirko zanesljivih in podrobnih podatkov.

## Sodobna etnobotanika
V začeku 20. stoletja je področje etnobotanike doživelo premik iz grobega sestavljanja podatkov v večjo motodološko in konceptualno preusmeritev. S tem se je začela tudi akademska etnobotanika. Ustanovni oče te discipline je Richard Evans Schultes. Danes se na področju etnobotanike zahteva mnogo veščin: botanično urjenje za prepoznavanje in shranjevanje primerkov rastlin, antropološko izobraževanje za razumevanje kulturnih konceptov glede dojemanja rastlin, učenje lokalnih jezikov v najmanj tolikšni meri, da zadošča za zapisovanje in razumevanje morfologije, sintakse in semantike.
Velik del informacij o tradicionalni rabi rastlin različnih ljudstev še vedno ostaja nedotaknjen. Domorodni zdravilci pogosto neradi delijo svoje znanje s tujci. Schultes je zato postal vajenec pri amazonskem šamanu, kar je zahtevalo dolgoročno predanost in pristen odnos. V delu Wind in the Blood: Mayan Healing & Chinese Medicine Hernan Garcia in sodelavci opisujejo, kako so kot gostujoči izvajalci akupunkture dosegli raven majevske medicine, saj so lahko v zameno ponudili svoje znanje, ki ga antropologi ne bi mogli.
Terence McKenna v svoji knjigi (Food of the Gods, 1993) podaja svoj pogled na etnobotaniko s teorijo o psihedeličnih rastlinah (predvsem gobicah, ki vsebujejo psilocibin), s pomočjo katerih so se zgodnji človečnjaki razvili v mislečega človeka (Homo sapiens).

## Znanstvene revije, ki pokrivajo področje etnobotanike
Latinskoameriški in karibski bilten zdravilnih in aromatičnih rastlin (Boletin latinoamericano y del caribe de plantas medicinales y aromaticas, BLACPMA) je znanstvena publikacija, ki izhaja vsake dva meseca. Namenjen je različnim strokovnjakom in tehnikom, ki se ukvarjajo z zdravilnimi in aromatičnimi rastlinami. Objavlja članke z različnih področij zanimanja, npr. agronomije, antropologije in etnobotanike, industrijske uporabe, botanike, kakovosti in normalizacije, ekologije in biotske raznovrstnosti, ekonomije in trženja, farmakologije, fitokemije, zakonodaje, pa tudi različne informacije o dogodkih, tečajih, nagradah, predpisih in ostalih novicah, vprašanja tržišča, poročila, bibliografije in drugo pomembno gradivo.
Druge tujejezične strokovno pregledane publikacije:
- Journal of Ethnobiology
- Ethnobotany Research and Applications
- Journal of Ethnobiology and Ethnomedicine
- Journal of Ethnopharmacology
- Economic Botany
- Ethnobotany Research and Applications

Tudi v slovenski reviji Gea najdemo članke o etnobotaničnem izročilu nekaterih rastlin.